# Олександрова Катерина Євгенівна
Катерина Євгенівна Олександрова (рос. Екатерина Евгеньевна Александрова) — російська тенісистка.

## Фінали турнірів WTA

### Одиночний розряд: 2 (1 титул)
| Результат | В-П | Дата     | Турнір             | Категорія   | Поверхня    | Супротивниця   | Рахунок  |
| --------- | --- | -------- | ------------------ | ----------- | ----------- | -------------- | -------- |
| Поразка   | 0–1 | Жов 2018 | Linz Open, Австрія | Міжнародний | Хард (зала) | Каміла Джорджі | 3–6, 1–6 |
| Перемога  | 1–1 | Січ 2020 | Shenzhen Open, КНР | Міжнародний | Хард        | Олена Рибакіна | 6–2, 6–4 |

### Пари: 1 титул
| Результат | В-П | Дата     | Турнір                        | Категорія   | Поверхня    | Партнерка       | Супротивниці               | Рахунок          |
| --------- | --- | -------- | ----------------------------- | ----------- | ----------- | --------------- | -------------------------- | ---------------- |
| Перемога  | 1–0 | Лют 2019 | Budapest Grand Prix, Угорщина | Міжнародний | Хард (зала) | Віра Звонарьова | Фанні Штоллар Гезер Вотсон | 6–4, 4–6, [10–7] |

## Фінали турнірів серії WTA 125K

### Одиночний розряд: 3 титули
| Результат | В-П | Дата     | Турнір                       | Поверхня    | Супротивниця        | Рахунок  |
| --------- | --- | -------- | ---------------------------- | ----------- | ------------------- | -------- |
| Перемога  | 1–0 | Лис 2016 | Open de Limoges, Франція     | Хард (зала) | Каролін Гарсія      | 6–4, 6–0 |
| Перемога  | 2–0 | Лис 2018 | Open de Limoges, Франція (2) | Хард (зала) | Євгенія Родіна      | 6–2, 6–2 |
| Перемога  | 3–0 | Лис 2019 | Open de Limoges, Франція (3) | Хард (зала) | Олександра Соснович | 6–1, 6–3 |

### Пари: 1 (1 runner-up)
| Результат | В-П | Дата     | Турнір                   | Поверхня    | Партнерка          | Супротивниці                              | Рахунок       |
| --------- | --- | -------- | ------------------------ | ----------- | ------------------ | ----------------------------------------- | ------------- |
| Поразка   | 0–1 | Гру 2019 | Open de Limoges, Франція | Хард (зала) | Оксана Калашнікова | Георгіна Гарсія Перес Сара Соррібес Тормо | 2–6, 6–7(3–7) |